# Burgstall Mitterndorf
Der Burgstall Mitterndorf bezeichnet eine abgegangene mittelalterliche Höhenburg auf dem Giglberg über der Amper etwa 200 Meter ostnordöstlich der Kirche St. Nikolaus und St. Maria in Mitterndorf, einem Ortsteil der Gemeinde Dachau im Landkreis Dachau in Bayern. Die Anlage wird als Bodendenkmal unter der Aktennummer D-1-7734-0081 im Bayernatlas als „Burgstall des hohen Mittelalters mit zugehörigem Wirtschaftshof ("Giglberg")“ geführt. 

## Geschichte
Die Burg wurde um 1100 durch die Grafen von Scheyern erbaut. 1123 wurde ein „Arnold II. comes de Dahoe“ erwähnt. 1142/43 wurde die Burg durch Herzog Heinrich XI. im welfisch-staufischen Streit zerstört.

## Beschreibung
Von der ehemaligen Burganlage, vermutlich einer Turmhügelburg sind noch geringe Reste des Turmhügels erhalten. 250 m nordöstlich befindet sich das abgegangene Schloss Udlding.